# Aramark

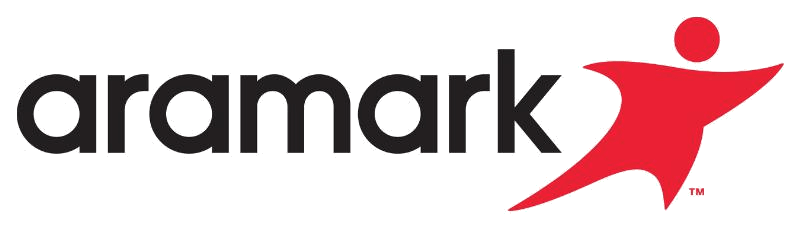
Logo van Aramark

Aramark Corporation is een Amerikaans bedrijf dat diensten verleent, zoals catering en werkkleding, aan andere bedrijven, onderwijsinstellingen, sportclubs, gevangenissen en ziekenhuizen. In België is Aramark actief in de sector van drank-, koffie- en snoepautomaten, waterfonteintjes en catering.
Het bedrijf is gehuisvest in de Aramark Tower in Philadelphia (Pennsylvania). In 2014 had Aramark een omzet van 14,8 miljard dollar. Volgens Fortune is het de 23e werkgever van de Verenigde Staten.